# Присосконіг
Присосконіг (Myzopoda) — рід кажанів родини присосконогові. Представники роду мешкають на Мадагаскарі. Викопні рештки цеї родини відомі з раннього плейстоцену зі Східної Африки, але види родини напевно мають значно довшу історію. Етимологія: з давньогрецького μύζω — «смоктати», πόδι — «стопа».

## Морфологія
Зубна формула: (i 2/3, c 1/1, pm 3/3, m 3/3)=38. Вуха дуже великі.

## Поведінка
Обидва сучасні види комахоїдні (в основному їжею є міль). M. schliemanni населяє сухі листопадні ліси західно-центрального Мадагаскару. M. aurita населяє вологі низини східного Мадагаскару.

## Види
- Myzopoda aurita
- Myzopoda schliemanni